# Zürcher Ressourcen Modell
Das Zürcher Ressourcen Modell (ZRM) ist ein psychoedukatives Selbstmanagement-Training das auf dem Rubikonmodell der Handlungsphasen basiert und diesem eine weitere Phase vorschaltet. Innerhalb des ZRM kommen unterschiedliche Anwendungen zum Einsatz, wie systemische Beratung, Coaching, Wissensvermittlung und Selbsthilfetechniken in der Gruppe oder im Einzelsetting. Das ZRM soll Menschen in diesem Entwicklungsprozess systematisch auf der intellektuellen/kognitiven, emotionalen/emotiven und körperlichen/physiologischen Ebene ansprechen. Mit Hilfe des ZRM soll der Mensch sich über eigene (Lebens-)Themen klar werden, Ziele entwickeln, die eigenen Ressourcen entdecken und Fähigkeiten erlangen, um nötige psychotherapeutische Ressourcen zu aktivieren, die zielorientiertes Handeln ermöglichen. Dies soll zur Entwicklung und Erweiterung der eigenen Selbstmanagementfähigkeiten führen.
Das ZRM wurde von Maja Storch und Frank Krause in den 1990er-Jahren für die Universität Zürich entwickelt und wird nun von der ISMZ GmbH vertrieben.

## Geschichte
Das Zürcher Ressourcen Modell entstand am Lehrstuhl für Pädagogische Psychologie und Didaktik im Institut für Erziehungswissenschaft der Universität Zürich mit dem Ziel, angehenden Lehrkräften zur Burnout-Prophylaxe eine Sammlung von Selbstmanagement-Methoden an die Hand zu geben, die sowohl praxisorientiert als auch theoretisch abgesichert sein sollten.
Auf der Basis ihrer bisherigen beruflichen Tätigkeiten setzten sich die Entwickler mit der Kontroverse zwischen psychologischen und psychoanalytischen Schulen auseinander. Maja Storch brachte Ausbildungskenntnisse ein aus dem Bereich Verhaltenstherapie, Psychodrama und der Analytischen Psychologie nach C. G. Jung, Frank Krause aus dem Bereich Klientenzentrierter Psychotherapie nach Carl Rogers und Psychodrama sowie Erfahrungen als Trainer, Supervisor und Coach als auch Erfahrungen aus einem Forschungsprojekt an der Universität Konstanz. Integriert werden Erkenntnisse aus Psychoanalyse und Motivationspsychologie über das menschliche Lernen und Handeln sowie aus den Veröffentlichungen des Neurobiologen Gerhard Roth.
Sie beabsichtigten, in ihrem Trainingsmodell unterschiedliche Ansätze zu integrieren und nicht auf einer spezifischen Schulrichtung aufzubauen. Die Integrationsbestrebungen stützen sich auch auf Fachpublikationen, die zeitgleich zur Entwicklung des Zürcher Ressourcen Modells erschienen und ebenfalls integrative Ansätze vertreten. Antonio Damasio beschreibt beispielsweise in seinen Büchern integrativ den Zusammenhang von Gefühl und der psychologischen Sicht des Verstandes auf neurowissenschaftlicher Basis. Klaus Grawe legt 1998 mit seiner „Psychologischen Therapie“ einen Schulen-integrativen Entwurf für Psychotherapie vor und Julius Kuhl 2001 ein integratives Modell menschlicher Persönlichkeit in seinem Werk „Motivation und Persönlichkeit“.
„Wir haben ein allgemeinpsychologisches Modell und ein entsprechendes Training entwickelt, das für die klinische Psychologie genauso nützlich sein kann wie für die Beratungsarbeit, für die Erwachsenenbildung ebenso wie für die Pädagogik. Wir glauben, dass das Zürcher Ressourcen Modell für alle Fachpersonen, die anderen Menschen dabei helfen wollen, selbstbestimmt zu handeln, eine Orientierung sein kann. (...) Das Training mit dem Zürcher Ressourcen Modell versteht sich als Psychoedukation im Sinne einer Anleitung für die Hilfe zur Selbsthilfe. Im Rahmen der Vorstellung von einer gestuften Prävention, (...) ist das ZRM-Training auf der niederschwelligen Eingangsstufe anzusiedeln.“

## Grundprinzipien

### Rubikon-Prozess
Der Ausdruck „den Rubikon überschreiten“ steht als Metapher dafür, sich unwiderruflich auf eine riskante Handlung einzulassen.
Motivationspsychologisch stützt sich das Zürcher Ressourcen Modell auf das Rubikonmodell der Handlungsphasen, allerdings nicht in dessen ursprünglicher Form mit vier Phasen, wie es von Heinz Heckhausen und Peter M. Gollwitzer entwickelt worden war, sondern in einer von Klaus Grawe vorgelegten Weiterentwicklung, welche die psychoanalytischen Theorien zum Unbewussten durch eine vorgeschaltete weitere Phase berücksichtigt.
Der Rubikon-Prozess – so genannt zur Unterscheidung vom ursprünglichen vierphasigen Rubikonmodell – beschreibt zum Entstehen einer Handlung folgende fünf Phasen:
Bedürfnis (unbewusst)
Ein Bedürfnis ist im Rubikon-Prozess immer unbewusst. Im unbewussten Teil unseres Gehirns sind ganz viele unterschiedliche Bedürfnisse nebeneinander vorhanden. Wenn ein Bedürfnis nicht befriedigt ist, dann baut es im innerpsychischen System eine Spannung auf und wird bewusst (Motiv). Personen in diesem Feld, können ihr Bedürfnis nicht in Sprache fassen, spüren aber, dass sie etwas ändern möchten.
Motiv (bewusst)
Hier können Menschen darüber Auskunft geben, was sie gerne machen würden, was sie gerne hätten, wie sie gerne wären und sich fühlen möchten. Hier finden Abwägeprozesse statt.
Rubikon
Zwischen dem Motiv und der Intention liegt der Rubikon. Der Rubikon hat dem Modell den Namen gegeben und ist eine Metapher für den Wechsel von einer Abwägephase zu einer klaren Absicht. Es fühlt sich anders an, ob man sich vor oder nach dem Rubikon befindet.
Intention
Hier hat die Person eine klare Absicht, das unbewusste Bedürfnis und das bewusste Motiv sind miteinander ein Einklang. Die Person sagt nicht nur „das mach ich jetzt!“ oder „ja, das will ich!“, sondern fühlt dieses Wollen auch.
Präaktionale Vorbereitung
Sich selbst in die Lage versetzen, zielorientiert zu handeln. „Ich will und ich kann!“ Die Präaktionale Vorbereitung ist bei sämtlichen Themen wichtig, bei denen unerwünschte, der Intention in die Quere kommende, alte Automatismen vorhanden sind. Hier werden Vorbereitungen getroffen, um die Handlung auszuführen.
Handlung
Hier wird entsprechend der Intention gehandelt.
Für das ZRM Einzelsetting wurde der Rubikon-Prozess um ein weiteres Feld (Auswertung) erweitert und wird dort Rubikon-Zirkel genannt.

### Zwei Systeme
Die Zwei-System-Theorien sind in der Kognitionspsychologie und Entscheidungsforschung weit verbreitete Modelle, die beschreiben, wie Menschen denken und Entscheidungen treffen. Die bekannteste dieser Theorien wurde von dem Psychologen Daniel Kahneman populär gemacht. Im ZRM werden für die zwei Systeme die Begriffe «der Verstand» und «das Unbewusste» verwendet. Diese beiden Systeme unterscheiden sich stark in ihren Arbeitsweisen, die auf ihren hirnanatomisch verschiedenen Strukturen und Lagen beruhen (Joseph LeDoux, Gerhard Roth).

### Somatische Marker
Ein somatischer Marker ist ein Körpersignal. Es gibt positive Marker wie Schmetterlinge im Bauch und negative Marker wie verspannter Nacken oder Kloß im Hals. Sie haben oft auch eine Gefühlskomponente und werden daher auch Somato-affektive Marker genannt. Der Begriff wurde von Antonio Damasio eingeführt und beschreibt ein körpereigenes System zur Bewertung von Vorhersagen. Innerhalb des ZRM wird durchgehend mit somatischen Markern gearbeitet. Negative Marker können unbewusst wie ein Alarmsignal wirken und Handlungen auslösen. Positive somatische Marker, können unbewusste Bedürfnisse ans Licht holen, die Motivation steigern und die Lernwirkung intensivieren.
Für den Schritt über den Rubikon ist motivational ein starker positiver somatischer Marker nötig. Das ZRM schult die Personen darauf, auf positive somatische Marker bei sich selbst zu achten, damit soll der Schritt über den Rubikon erleichtert werden.

### Bilder als Projektionsmittel
Im ersten Schritt des Rubikon-Prozess kommen Bilder als Projektionsmittel für das unbewusste System zum Einsatz (Krause & Storch, 2018). Es wird ein Bild gewählt, das ein gutes starkes Gefühl, einen positiven somatischen Marker auslöst.

### Ideenkorb
Der Ideenkorb ist ein Gruppenverfahren, welches im ZRM entwickelt wurde, um das eigene Unbewusste expertenunabhängig zu explorieren. Der Ideenkorb wurde entwickelt, um mit einfachen Regeln auch Laien die konstruktivistische Erkenntnistheorie nahezubringen. Der Ideenkorb kommt im ZRM an verschiedenen Stellen zum Einsatz. Im Ideenkorb werden sogenannte Fremdgehirne (andere Menschen) genutzt, welche Assoziationen und Ideen spenden und möglichst reichhaltiges Material für den Ideenkorb der Person zu produzieren. Auch hier wird die Ressourcenperspektive konsequent beibehalten. Die Auswertung der Ideen obliegt der besitzenden Person, welche den Ideenkorb mittels der somatischen Marker auswertet.

### Affektbilanz
Auf der Affektbilanz können die eigenen somatischen Marker zu einem Thema oder zu Worten visualisiert werden. Die Affektbilanz besteht aus einer Skala für positiven Affekt und einer Skala für negativen Affekt. Die Affektbilanz wird im ZRM für die Auswertung der Ideenkörbe und der Überprüfung der Ressourcen eingesetzt. Bei der Affektbilanz handelt es sich um eine visuelle Analogskala.

### Motto-Ziele
Die Motto-Ziele wurden im Rahmen des Zürcher Ressourcen Modells entwickelt und sollen es ermöglichen, Verstand und Unbewusstes zu synchronisieren. Ein Motto-Ziel hat drei Kennzeichen und muss drei Kriterien erfüllen (Storch, Krause & Weber, 2022, S. 153-168).
Drei Kennzeichen von Motto-Zielen:
- Ein Motto-Ziel beschreibt eine Haltung.
- Ein Motto-Ziel ist im Präsens formuliert.
- Ein Motto-Ziel nutzt eine bildhafte Sprache.

Drei Kernkriterien von Motto-Zielen:
1. Ein Motto-Ziel ist als Annäherungsziel (kein Vermeidungsziel) formuliert: Im Motto-Ziel dürfen keine Formulierungen wie „nicht“/ „kein“/ „ohne“ enthalten sein und es dürfen auch keine versteckten Vermeidungsziele wie beispielsweise „unerschrocken“/„angstfrei“/„schwerelos“ enthalten sein.
2. Ein Motto-Ziel muss 100 Prozent unter der eigenen Kontrolle sein: Beim Motto-Ziel geht es um die Formulierung einer Haltung, die eine Einstellungsänderung herbeiführt. Diese Haltung muss unabhängig von anderen Menschen eingenommen und aktiviert werden können.
3. Ein Motto-Ziel hat eine Affektbilanz von 0 minus und mindestens 70 plus, erzeugt einen ausschließlich positiven somatischen Marker.

### Neuronale Plastizität
Das ZRM hat einen neurobiologischen Lernbegriff und das Motto-Ziel wird als neues neuronales Netz angesehen. Die Neuronale Plastizität erklärt, wie das Erlernen von neuen, auch psychologischen Kompetenzen gelingen kann. Wichtig dabei ist die Multicodierung des Motto-Zieles auf möglichst vielen Ebenen im Gehirn.

### Ressourcenpool
Aufbauend auf dem Motto-Ziel werden im Ressourcenpool im Sinne der neuronalen Plastizität und der Multicodierung verschiedene Ressourcen aufgebaut. Das ZRM hat einen neurobiologischen Ressourcenbegriff: Als Ressource gilt alles, was das neue erwünschte neuronale Netz aktiviert und stärkt. Bei den ZRM Aufbaukursen und im ZRM Einzelcoaching können weitere Ressourcen hinzu kommen.

### Priming mit Erinnerungshilfen
Erinnerungshilfen sind Gegenstände, die in direktem Zusammenhang mit dem erarbeiteten Motto-Ziel stehen und die neu in der Umgebung installiert werden. Erinnerungshilfen können entweder bewusst als Zielauslöser eingesetzt werden, um das Netz in einem konkreten Moment zu aktivieren. Sie können aber auch unbewusst als Priming genutzt werden. Im Gegensatz zum herkömmlichen Priming, wie es in der Forschung eingesetzt wird, wird Priming im ZRM idiosynkratisch (selbstbestimmt) und chronisch (durch Installation in der Umwelt) eingesetzt.

### Embodiment
Embodiment beschreibt die Wechselwirkung zwischen Körper und Psyche. Im ZRM wird das Motto-Ziel mit Embodiment verkörpert. Die Makroversion ist eine große Bewegung / Bewegungsabfolge passend zum Motto-Ziel, welche für den Privatgebrauch gedacht ist. Das Micro-Movement wird von der Makroversion abgeleitet und besteht aus einer kleinen Bewegung, mit der das Motto-Ziel in der Öffentlichkeit aktiviert werden kann. Auch die Arbeit mit dem Embodiment ist idiosynkratisch und ganz individuell.

### Wenn-Dann-Pläne
Die Arbeit mit den Wenn-Dann-Plänen von Peter Gollwitzer wird im ZRM eingesetzt, um aus einem unerwünschten Automatismus einen erwünschten Sofortautomatismus zu erstellen. Diese dienen im ZRM der zusätzlichen Aktivierung, Stärkung und Absicherung des Motto-Ziels.

### Situationstypen ABC
Mit Blick auf die Umsetzung des Motto-Ziels – im Rubikon-Prozess die Handlung – werden im ZRM drei Situationstypen unterschieden:
- Situationstyp A: Situationen, in denen die Verwirklichung des Motto-Ziel einfach und automatisch gelingt.
- Situationstyp B: Situationen, in denen die Verwirklichung des Motto-Ziels schwierig ist, die jedoch vorhergesehen und darum vorbereitet werden können.
- Situationstyp C: Situationen, in denen die Verwirklichung des Motto-Ziels schwierig ist und die außerdem überraschen eintreten und darum nicht vorbereitet werden können.

## Methodische Besonderheiten

### Theorie-Information
Im Rahmen eines ZRM-Trainings werden auch die theoretischen Hintergründe des Trainingsmodells thematisiert. Damit will das Training Transparenz schaffen, Manipulation vermeiden und das Selbstmanagement stärken. ZRM geht von der Überzeugung aus, dass es für die Teilnehmenden motivierend wirkt, wenn sie über die theoretische Basis, die hinter einem bestimmten Arbeitsschritt steht, Bescheid wissen.

### Ressourcenaktivierung
Im Zürcher Ressourcenmodell werden „Ressourcen“ im neurowissenschaftlichen Sinn verstanden als die Gesamtheit derjenigen neuronalen Verbindungen, die eine Person in einen Zustand versetzen, im Sinne des Motto-Ziels wirksam werden können.
Durch die Arbeit mit der ZRM Bildkartei (Krause & Storch, 2018) – gleich zu Beginn des Trainings/Coaching – soll sichergestellt werden, dass von Anfang an Ressourcen aktiviert werden. Es geht darum herauszufinden, was eine Person in ihrer derzeitigen Lebenssituation am meisten braucht (offene Bildwahl) bzw. was eine Person für ein bestimmtes Thema (themenspezifische Bildwahl) braucht. Hierzu wird im ZRM Prozess ein Motto-Ziel gebildet und ein neues neuronales Netz aufgebaut. Im ZRM Training und Coaching soll eine neue Kompetenz aufgebaut werden, die die Person in ihrer derzeitigen Lebenssituation bzw. für das Thema braucht.

### Hebammen-Haltung
Die Hebammen-Haltung stammt aus der humanistischen Psychologie und geht davon aus, dass der Mensch die meisten Ressourcen, die er zur Lösung seiner Probleme benötigt, in sich selbst trägt und beinhaltet den festen Glauben an das positive Veränderungspotenzial im Menschen.
Der ZRM-Coach, ZRM-Trainer oder die ZRM-Trainerin und die anderen Kursteilnehmenden helfen dabei, diese Ressourcen zu entdecken und zu entwickeln, sie sind Wegbegleiter / Hebammen / Prozesshelfende. Diese Haltung schreibt der Person selbst ein großes Veränderungspotential zu. Eine wichtige Methode für die Umsetzung der Hebammen-Haltung im ZRM ist der Ideenkorb.

### Transfereffizienz
Mit dem Begriff Transfer wird die Übertragung dessen, was im Rahmen einer Maßnahme der Erwachsenenbildung gelernt wurde, auf die berufliche und/oder private Alltagssituation bezeichnet. Im ZRM soll der Transfer in den Alltag folgendermaßen unterstützt werden:
- Motivation: Eine wesentliche Bedingung dafür, dass Menschen das, was sie im Training/Coaching lernen, danach auch anwenden, ist ihre Motivation. Durch den konsequenten Einbezug des Unbewussten und die stetige Synchronisation mit dem Verstand soll dies im ZRM sichergestellt werden.
- Ressourcen: Für den Transfer des entwickelten Motto-Ziels werden verschiedene Ressourcen aufgebaut, auf welche die Personen im Alltag leicht Zugriff haben sollen.
- Soziale Ressourcen: Während dem ZRM Prozess werden soziale Ressourcen in der Außenwelt ausgewählt, die die soziale Unterstützung bei der Umsetzung des Motto-Ziels sichern sollen.
- Expertenunabhängigkeit: Durch die Vermittlung der wissenschaftlichen Theorien und Methoden (Zugang zu Expertenwissen), die Hebammen-Haltung und die Lernerfahrung der Teilnehmenden, dass sie die Methoden bereits im Training/Coaching anwenden können, soll eine größtmögliche Expertenunabhängigkeit erzeugt werden. Nach Abschluss des ZRM Prozesses sollen die Personen zum einen ein wichtiges Thema für sich persönlich erarbeitet, zum anderen aber auch konkretes Wissen über psychologische Vorgänge erworben haben, das ihnen dabei helfen soll, problematische Situationen eigenständig zu analysieren und zu bewältigen.

## Artikel
- Fischer, E., Mühlberger, C., Weber, J., Jonas, E., Kuhl, J. & Quirin, M. (2024). Personal Growth and Motto Goals: Strengthening Emotion Regulation Ability via Affirmatory Metaphors Coaching. Eur J Psychol.; 20(1): 25–40.
- Tschacher, W. & Storch, M. (2024). Embodiment: Kraftvoll wie eine Linde. Deutsche Hebammenzeitschrift, 76 (3), 8-12.
- Schneider, T., Weber, J. & Bauer, N.H. „Löwenstark in der Schwangerschaft!“ Ressourcenaktivierung und Stressreduktion mit dem Zürcher Ressourcen Modell (ZRM®) – eine unkontrollierte Interventionsstudie. Prävention und Gesundheitsförderung (2023). doi:10.1007/s11553-023-01058-z.
- Schmiedl, A. & Kauffeld, S. (2023). The positive effects of resource-oriented training on students’ perception and use of social support. Department of Industrial/Organizational and Social Psychology, Technische Universität Braunschweig, Braunschweig, Germany.
- Dyllick, Th. & Storch, M. (2021). Die besseren Ziele. Selbstmotivation mit Mottos. managerSeminare, Heft 277, April 2021, S. 22–28.
- Dyllick, Th., Weber, J. & Storch, M. (2020). Motto-Ziele – ein neuer Zieltyp für das Unbewusste. systema 3, 34, S. 263–275.
- Weber, J., Storch, M. (2019). Selbststeuerung – aber bitte richtig und gesund! Selbstregulation mit Motto-Zielen des Zürcher Ressourcen Modells. In: Rietmann, S., Deing, P. (eds) Psychologie der Selbststeuerung. Springer VS, Wiesbaden. doi:10.1007/978-3-658-24211-4_11.
- Diedrichs, A. (2019). Durchstarten im Team: Wie das Zürcher Ressourcen Modell mit Motto-Zielen in der Teambildung zum Einsatz kommt. Organisationsberatung, Supervision, Coaching. 26:331-338 doi:10.1007/s11613-019-00611-0.
- Weber, J., Storch, M. (2018). Motivation und Zielbindung mit Motto-Zielen im Coaching. In: Greif, S., Möller, H., Scholl, W. (eds) Handbuch Schlüsselkonzepte im Coaching. Springer Reference Psychologie. Springer, Berlin, Heidelberg. doi:10.1007/978-3-662-49483-7_44.
- Storch, M. & Weber, J. (2018). Embodiment und seine Bedeutung für das Coaching. In: Greif, S., Möller, H., Scholl, W. (eds) Handbuch Schlüsselkonzepte im Coaching. Springer Reference Psychologie. Springer, Berlin, Heidelberg. doi:10.1007/978-3-662-45119-9_10-1.
- Storch M, Keller F, Weber J, Spindler A, Milos G. Psychoeducation in affect regulation for patients with eating disorders: a randomized controlled feasibility study. Am J Psychother. 2011;65(1):81-93. doi:10.1176/appi.psychotherapy.2011.65.1.81. PMID 21488521.
- M. Storch, J. Gaab, Y. Küttel, A. C. Stüssi, H. Fend: Psychoneuroendocrine effects of resource-activating stress management training. In: Health Psychology. Band 26, Nummer 4, Juli 2007, S. 456–463, ISSN 0278-6133. doi:10.1037/0278-6133.26.4.456. PMID 17605565.